# Boubacar Dialiba
Boubacar Diabang Dialiba  (* 13. Juni 1988 in Dakar) ist ein bosnisch-herzegowinisch-senegalesischer ehemaliger Fußballspieler.

## Karriere

### Verein
Dialiba erlernte das Fußballspielen u. a. bei den Vereinen Abeme und Racing de Dakar und begann seine Profikarriere 2008 beim bosnisch-herzegowinischen Klub FK Željezničar Sarajevo. 2008 verließ er den Verein Richtung Real Murcia. Bei dem Verein blieb er nur eine Saison und wechselte anschließend zum KV Mechelen. Nach fünf Jahren bei Mechelen heuerte er im Sommer 2014 beim polnischen Verein KS Cracovia an.
In der Sommertransferperiode 2016 wurde er vom türkischen Erstligisten Yeni Malatyaspor verpflichtet. Am Ende der Saison 2016/17 gelang ihm mit diesem Klub die Vizemeisterschaft der 1. Lig und damit der Aufstieg in die Süper Lig. Nach diesem Erfolg erhielt er aber keine Vertragsverlängerung und wechselte zur neuen Saison zum Zweitligisten Giresunspor. Er blieb zwei Spielzeiten, ging für die nächste nach Ümraniyespor und dann bis 2021 zu Keçiörengücü.

### Nationalmannschaft
Während seiner Zeit bei FK Željezničar Sarajevo entschied sich Dialiba, für die bosnisch-herzegowinische U-21-Nationalmannschaft aufzulaufen und absolvierte für diese eine Begegnung.
Nach seinem Weggang von Željezničar blieb er von den bosnisch-herzegowinischen Nationalmannschaften unberücksichtigt. So entschied sich Dialiba, fortan für seine Heimat Senegal aufzulaufen und gab sein Debüt bei der senegalesischen Nationalmannschaft mit einem Testspiel im Februar 2012.

## Erfolge
Mit Yeni Malatyaspor
- Vizemeister der TFF 1. Lig und Aufstieg in die Süper Lig: 2016/17